# Tip link

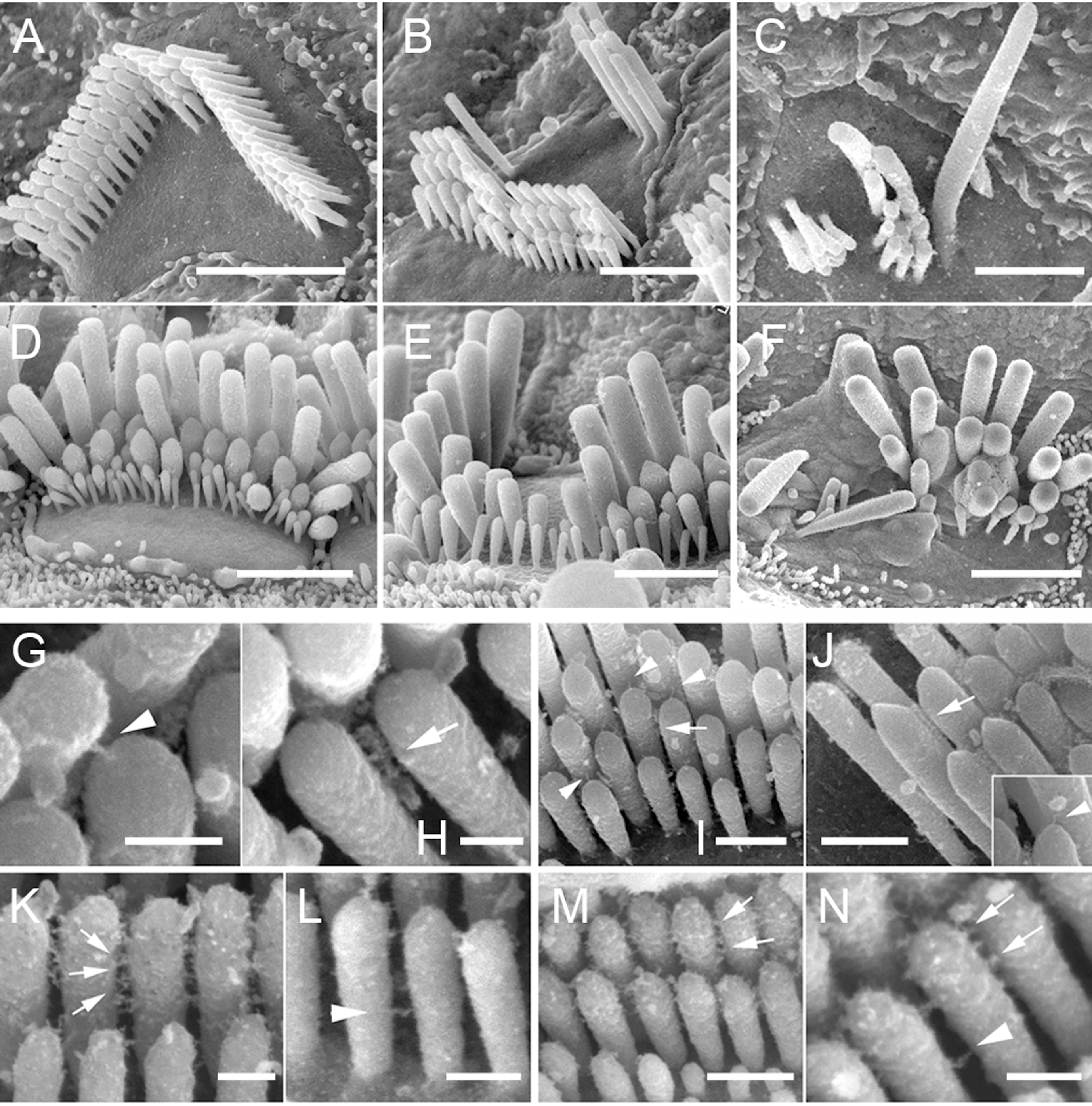
Obrázky G a N ukazují tip links mezi stereocilii.

Tip links jsou extracelulární filamenta[nepřesný odkaz], která ve vláskových buňkách vnitřního ucha tvoří spoje mezi jednotlivými stereocilii nebo mezi stereocilii a kinocilii.
Na straně, kde jsou tip links připojeny na mechanicky řízené iontové kanály, dochází k přeměně energie pohybu (mechanického stimulu) na elektrický signál = mechanická transdukce[nepřesný odkaz].
Tyto kanály umožňují kationtům draslíku a vápníku vstoupit do vláskových buněk z endolymfy, která omývá jejich apikální stranu. Endolymfa ductus cochlearis obsahuje mnoho draselných kationtů, díky tomu prochází kanálem do vláskové buňky ve směru koncentračního gradientu. Když se vlásková buňka ohne směrem ke kinociliu, tak dojde k depolarizaci. Při pohybu směrem od kinocilia dojde k hyperpolarizaci.
Tip links se skládají z dvou různých molekul kadherinů: protokadherinu 15 a kadherinu 23. Bylo zjištěno, že tip links jsou poměrně tuhé povahy, takže ve vláskových buňkách musí existovat něco pružného, co umožňuje stereociliím pohyb tam a zpět. Existuje hypotéza, že tip links se připojují na myozin, který se pohybuje podél filament aktinu.